# 美國特殊藥品
美國特殊藥品（英語：specialty drugs/pharmaceuticals in the United States），简称特药（相对于普药），是對最近高成本，高度複雜和/或涉及需要醫事人員密切注意及照顧（高接觸）的藥品所給予的名稱。特殊藥品通常是生物製藥，“從活細胞發展出的藥品” - 可透過注射或輸注方式施用（也有口服式）。這類藥品用於治療複雜或罕見慢性病，例如癌症、類風濕關節炎、血友病、人類免疫缺乏病毒（HIV）、銀屑病（牛皮癬）、 炎症性腸病 、和C型肝炎。
在美國市場，1990年有10種特殊藥品，到1990年代中期，增加到接近30種，到2008年有200種，而到2015年則有300種。這類藥品被定義為“特殊”的原因是因為它們的價格比非屬特殊藥品的價格高很多。聯邦醫療保險（Medicare）把議價後每月價格在670美元，或更高的藥品定義為特殊藥品，將這種藥品歸類在患者需要分攤較高費用的等級中。如果藥品需要特殊處理，或只能經由有限的分銷網絡取得，這類藥品也被視為特殊藥品。根據針對美國醫療衛生產業提供資訊、服務、和技術的IMS Health公司所提供的數據，在2015年，“特殊藥品占美國藥品總支出的三分之一，從2004年的19％上升，往10年後佔50％的方向前進”。根據2010年《富比士》雜誌上的一篇文章，針對治療罕見疾病的特殊藥品變得“超乎人們想像的昂貴”，並且它們的成功正逢“提供給大眾的傳統藥品業務開始式微的時候”。華爾街日報》在2015年刊出的報導中臆測，這種大幅的差價是由於治療罕見疾病與治療常見疾病相比，被感知的價值就非常昂貴的緣故。

## 定義和共同特徵
藥品必須是高成本、高複雜性、或高接觸，才會被藥物福利管理公司麥哲倫公司（Magellan Rx Management）歸類為特殊藥品。這種藥品被定義為“用於治療複雜慢性病，價格昂貴的口服或注射藥物”。根據2013年《管理式醫療護理與特種藥學雜誌》上的一篇文章，有鑑於特殊藥品在治療慢性疾病變得日益重要，以及日漸高漲的價格，昂貴的藥品就被定義為特殊藥品。藥品被定義為特殊的其他標準還有“需要注射或輸注的生物製藥，或是需要特殊處理，或僅能透過有限的分銷網絡取得的藥品”。與非特殊藥品相比，特殊藥品的價格非常高昂，“每30天份量的費用超過1,000美元”。
特殊藥品涵蓋四十多種治療類別和特殊疾病狀態，種類超過500。
醫學博士F. Randy Vogenberg認為這類藥品難以管理的原因之一是缺乏標準準的定義。“這類藥品通常需要特殊處置、管理、獨特的庫存，以及對特定慢性病、急性病症、或複雜療法的患者，提供高度的監測和支持，加上全面的患者教育服務，並與患者和開立處方者之間協調。” 

### 高昂成本
通常價格昂貴的藥品最有被定義為特殊藥品的可能。“無論是按費用總數還是按病人個別計算”，它們的費用很高。通常每30天份量的花費在1,000美元以上，就算是高成本藥品。聯邦醫療保險D部分計劃“把每月花費超過600美元的藥品定義為特殊藥品”。在賓夕法尼亞州受到特許經營的專業網路藥房Philidor Rx Services，主要是把藥廠Bausch Health Companies Inc.生產的昂貴藥品直接銷售給患者，並為客戶處理保險索賠事務。，像是米諾環素（Solodyn），舒步利安（商品名Jublia）和維A酸（Tretinoin），均應視為特殊藥品。

### 高複雜度
特殊藥品在生產方面更為複雜。這類是“高度複雜的藥物，通常以生物學為基礎，在結構上模仿人體之內發現的化合物”。特種藥品通常是生物製藥-“源自活細胞的藥物”，但生物製藥“並不必然被視為特殊藥品”。 “生物製藥”可透過生物技術方法，和其他尖端技術來生產。例如，透過基因的細胞生物學製藥通常位居生物醫學研究的尖端，可用於尚無其他治療方法可資利用的醫學狀況。”
“大多數生物製藥是不易鑑定或表徵的複雜混合物，與大多數化學合成藥物，以及已知結構的藥物不同。生物製藥，包括通過生物技術生產的生物製品，對溫度敏感，容易受微生物污染。因此有必要從生產一開始就使用無菌原則，這與大多數傳統藥物形成鮮明對比，生物產品是生物醫學研究的尖端，假以時日能提供最有效的方法，來對尚無其他方法可資利用的各種疾病和身體狀況作治療。”——美國食品藥品監督管理局（FDA）
根據FDA，生物製藥，或
“生物製品，包括疫苗、血液和血液成分、過敏原、體細胞、基因治療、組織、和重組治療性蛋白質等多種產品。生物製品可由糖、蛋白質、或核酸、或是這些物質的組合，或是諸如細胞和組織之類的生命實體。生物製品是從多種自然資源（人類、動物、或是微生物）中分離而出。”——FDA

### 高接觸
一些特殊藥品可口服，或自行注射。而有其他的則需透過專業給藥或注射/輸注。通常需要高接觸的患者護理管理是要對副作用做控制，並確保合規。為確保藥物管理能適當達成，還必須進行專門的處置和分配。特殊藥品患者護理管理既是高科技，也是高接觸性護理，也是患者參與的護理，具有“更多的面對面時間，更多的人際互動。美國國家醫學院將這種患者參與的護理定義為“尊重並響應患者個人的偏好、需求、和價值觀的護理”。
特殊藥物“不得在無醫事人員持續臨床支持的情況下使用” 。

### 取得不易
特殊藥品在處理程序和給藥時有特殊要求，包括必須處在受控的環境之下，例如特定的溫度控制，以確保產品維持完整。通常只會經過有限的分銷網絡（例如特定的藥房）取得。這種藥品對於“醫療衛生提供者而言，有管理上的難度”。

### 罕見且複雜疾病
特殊藥品提供予“罹患複雜疾病，但相對規模較小的患者群體使用”。

## 歷史
“特殊藥品起源於1970年代，當時有藥品被用來治療癌症、HIV、不孕症、和血友病，而這類藥品必須在溫度受控情況下儲存。”
根據IMS Health的報告，“隨著越來越多的藥品可讓患者自己注射，而保險公司設法為慢性病患者控制藥品費用。藥廠越來越依賴這類藥房對於需要特殊處理的藥品做管理，避免變質，而產生危險副作用。”——彭博社2015
根據《美國管理式醫療護理雜誌》，在1990年，美國市場上有10種特殊藥品。而根據美國國家生物技術信息中心，到1990年代中期，市場上的此類藥品不到30種，但到2008年，數字已增至200種。
根據《美國1983年孤兒藥法案》，特殊藥品也可定位為孤兒藥，或是罕見孤兒藥。頒布此項法令是為促進孤兒藥的開發，用於治療罕見疾病，例如受到亨丁頓舞蹈症、肌陣攣、肌萎縮性側索硬化症、妥瑞症症、和肌肉萎縮症的少數患者。
並非所有特殊藥品即為孤兒藥。根據湯森路透社在2012年出刊的“孤兒藥的經濟力量”的說法，對孤兒藥研發投資的增加，部分原因是美國國會頒布《1983年孤兒藥法案》，賦予治療“罕見疾病”（受影響者人數少於20萬人）藥品的藥廠額外的壟斷權力。類似的法案也在世界其他地區建立，其中許多是由“高調的慈善資金”所推動。根據在2010年《富比士》雜誌上發表的一篇文章，藥廠在1983年之前有很大程度是把罕見疾病忽略，而專注於研發那些影響到數以百萬計患者的藥物。
早在1988年，《紐約時報》就有關伊士曼柯達公司收購總部位於紐約市的斯特林製藥的報導中就使用到特殊藥品這個名詞，斯特林製藥是生產特殊藥品以及其他藥品的藥廠。後來夏爾藥廠在2000年收購BioChem Pharma這家藥廠後，將其創建成一家製造特殊藥品的公司。到2001年，夏爾藥廠已成為全球發展最快的特殊藥品藥廠之一。
到2001年，CVS藥局旗下的的特殊藥品藥房（specialty pharmacy，SP）ProCare是美國“最大的特殊藥品零售/郵購綜合供應商”。:10ProCare於2002年與CVC藥局旗下的藥物福利管理公司PharmaCare合併。CVC藥局在其2001年的年度報告中預計“當時規模在160億美元的特殊藥品市場”將“比傳統藥品以更快的速度增長，在很大程度上是由於強大的生物製藥開發所促成”。到2014年，CVS Caremark（CVC藥局母公司，後更名為CVC Health）、快捷藥方、和沃爾格林等三家公司在美國的特殊藥品市場佔有率超過50％。:4
在2000年至2010年間，有越來越多的口服腫瘤治療藥物首度進入市場，大多數的腫瘤治療是由社區層級醫療機構提供。到2008年，許多其他治療癌症的藥物被開發出來，這類藥物的開發，成長為價值達到數十億美元的產業。
在2003年頒布的《聯邦醫療保險處方藥，改良和現代化法案》 was enacted是38年以來最大一次的聯邦醫療保險（Medicare）改革，其中包括通過減稅和補貼措施，向聯邦醫療保險D部分受益人提供處方藥福利。2004年，聯邦醫療保險和醫療補助服務中心（CMS）擬定一份有關獲得藥物覆蓋的最終指南報告，把特殊藥品納入處方集中。當時的CMS指南有四個等級：第1級包括首選通用名藥物（學名藥），第2級包括首選品牌藥，第3級包括非首選品牌藥和學名藥，第4級則包括特殊藥品。到2006年1月1日，聯保醫療保險D部分生效。:69這部分是Medicare的擴張，對以往沒有處方藥保險的人，尤其是老年人，提供覆蓋。
到2008年，美國大多數處方藥保險計劃都把特殊藥品級別加入，其中一些把注射藥物當作一個單獨的級別。這兩個級別受益人要分攤較高的費用。
到2011年，有更多聯邦醫療保險D部分保險計劃把“被稱為特殊藥品的高價藥品等級加入”。:1
到2014年，在患者保護與平價醫療法案（又稱歐巴馬健保）實施後，所建立的醫療保險市集中，所提供的醫療保險計劃中的大多數，都包含有4級或者5級的處方集，特殊藥品都排在最高的層級。

## 美國退休人員協會
根據美國退休人員協會（AARP）在2015年的報告，“在46種治療藥物種類中，除4種以外，其他的年均零售價格漲幅均超過2013年的通貨膨脹率。所有藥物的價格漲幅為1.7％至77.2％。” 

### 風險評估與管控計劃
2007年9月27日，布希總統制定《{{le|2007年美國食品藥品監督管理局修正案|Food and Drug Administration Amendments Act of 2007》，授權FDA在必要時可要求進行藥物風險評估與管控計劃（REMS），以盡力減少某些與藥物相關的風險。這些藥物被定性為特殊藥品和需要SP管理的藥品。當FDA批准新藥時，或會要求執行REMS計劃，計劃“包含5個標準的任意組合：藥物指南、溝通計劃、確保安全使用要素、執行系統、以及提交評估的時間表。”“在2010年，受批准的新分子藥物（new molecular entities）中有48％，以及新特殊藥品中的60％，都要進行REMS計劃。降低風險的機制中也包括把SP納入。

### 突破性療法
FDA在2013年推出突破性療法計劃，把新療法的開發過程縮短數年。這表示FDA可以“根據具有非常潛力的2期實驗結果，而不用等待3期的臨床試驗結果出台，即核准重要藥物進入市場”。法律頒布後不久，治療囊腫性纖維化藥品Ivacaftor在2013年1月成為第一個獲得突破性療法核准的藥物。
2015年2月3日，輝瑞公司開發的治療晚期乳癌藥品Palbociclib
（商品名Ibrance）通過FDA的突破性治療計劃，獲得批准使用。這種藥品僅能透過SP訂購，售價為“每月9,850美元，等於每年118,200美元”。根據輝瑞公司的一份聲明，這種費用“不是由大多數患者或是如雇主等付款人所支付”，因為絕大多數處方是透過醫療保險計劃所負擔，而醫療保險計劃會透過協商取得折扣，或獲得政府規定的優惠來負擔。

### 美國藥品消費趨勢
根據快捷藥方公司，
“[美國]藥房結構發生前所未有的變化，對醫療衛生支付者的預算有重大影響。美國處方藥支出在2014年的增長是13.1％，是2003年以來最大的增幅，這在很大程度上是由與特殊藥品支出佔比達到空前的30.9％，傳統藥物的使用則持平（變化為-0.1％），而殊藥品的使用增長5.8％。導致增長的最大因素是價格上漲，傳統藥物上漲6.5％，特種藥物上漲25.2％。雖然特殊藥品僅佔美國開立處方中的1％，但卻佔2014年全部藥物支出的31.8％ - 比2013年的27.7％佔比高出甚多。”——快捷藥方藥物趨勢報告
根據IMS Health的數據，到2015年，“特殊藥品占美國所有藥物支出的三分之一，從2004年的19％上升，在未來10年內朝50％的佔比前進”。2005年，SP的銷售總金額為200億美元。到2014年，數字已增長至780億美元。在2013年，加拿大的“特殊藥物在所有處方藥中所佔比例不到1.3％，但佔該國處方藥總支出的24％”。
當麻薩諸塞州綜合醫療研究所的蘭迪·弗根伯格（Randy Vogenberg）於2003年開始研究特殊藥品時，這類藥品“還默默無聞”。到2009年，特殊藥品的成本開始翻倍成長，像雇主等的付款人開始質疑。弗根伯格指出，到2014年，醫療衛生改革已把特殊藥品的格局改變。從以臨床醫療觀點為主的市場轉向以經濟支出觀點為主，而臨床醫療居次的情況。:15
導致特殊藥品價格持續上漲的因素有多種。開發特殊藥品與其他大型市場藥物相比，不僅成本更高，而且開發時間也更長（請參閱藥物開發）。此外，針對罕見或難治性疾病，可選擇的藥物通常較少。藥廠擁有專利保護，導致這些藥物在市場上的競爭減少，使得生產者成為壟斷者（請參閱《藥品價格競爭和專利期限恢復法案》）。缺乏競爭的結果，對於特殊藥品採用限制市場價格的政策，可能會無效果，甚至適得其反。
特殊藥品的高價對患者和付款人都是問題。患者經常無力支付這種費用，而無法獲得治療。由於特殊藥品價格昂貴，導致保險費率增加。企圖控制特殊藥品的價格，將需要研究，以找出有效的政策，其中包括：減少法律規範、限制專利保護、允許Medicare協商藥品價格、或根據藥品的有效性作定價。

### 保險公司定義
在美國，除非經過同行評審或循證辯護，而建議使用某些價格昂貴的特殊藥品，否則私人保險公司會偏好價格較低的學名藥（通用名藥物）和生物學名藥。
根據永明金融在2012年的報告，特殊藥品平均索價為10,753美元，而非特種藥品僅為185美元，同時特殊藥品的成本仍在繼續上升。由於價格如此之高，特殊藥品在2012年佔處方藥總體報銷金額的15-20％的程度。
贊成使用特殊藥品的患者倡導組織包括“爭取患者福利聯盟（Alliance for Patient Access，AfPA）”，這個聯盟於2006年成立，根據《華爾街日報》在2014年的報導，“這個聯盟代表醫生，並且主要由製藥產業提供資金。捐助者幾乎全為知名藥廠和生物技術公司，其中的輝瑞公司和安進等公司本身也同時在開發生物相似藥。”
2013年，AfPA執行官大衛·查爾斯發表一篇有關特殊藥品的文章，他與美國國會預算辦公室的調查結論意見一致，即處方藥支出“為醫療衛生其他領域節省成本”。他說，特殊藥品的價格如此之高，以至於很多患者不願根據處方取藥，導致健康問題日益嚴重。他的文章提到特殊藥品，例如“專門為具有特定遺傳標記的患者配製的新型抗癌藥物”。他解釋說，這些“基於診斷測試而開發出的獨特藥物；以及“生物製藥”，或是透過生物製程，而非像大多數經由化學合成的藥物”，成本很高。他認為應對較常見，較低級別的藥物收取較高的共付額，以促使需要高價特殊藥品的人能支付較低的共付額。

### 特殊藥品和一般處方藥費用
根據快捷藥方在2014年發表的藥物趨勢報告，當年美國處方藥費用增長最顯著的原因是“通貨膨脹，加上C型肝炎及複合藥物的使用增加”。 “不包括前述兩種藥物的使用，總體藥物支出僅增加6.4％。
2014年，“排名在前三名特殊藥品的費用-發炎、多發性硬化症、和腫瘤”- 佔透過藥物福利支付而使用特殊藥品費用的55.9％。2014年與2013年相比，美國在C型肝炎藥物上的支出多出742.6％；而在2013年，美國在C型肝炎藥物的支出，連前10名都沒排上。

## 特殊藥品藥房
因為市場的需求，負責配送和管理複雜藥物的特殊藥品藥房（SP）隨之演進。到2001年，CVS Health旗下的ProCare成為美國“最大的特殊藥品綜合零售/郵購供應商”。 :10。ProCare在2002年與藥物福利管理公司PharmaCare合併。CVS Health在2001年預計這當年規模在160億美元的藥房市場的增長速度將比傳統藥房更快。其中的成長動力很大部分來自生物技術藥物”。到2014年，CVS Health、快捷藥方、和沃爾格林三家SP，佔美國特殊藥品市場的比率超過50％。:4
這類SP在2005年的銷售額為200億美元。到2014年，銷售額已增長至780億美元。
SP的興起是因為市場中的某個區塊的需求未獲滿足。根據美國國家綜合癌症網絡的資料，“SP的主要目標是確保適當使用藥物、嚴格遵循用藥，通過與醫療衛生專業人員直接互動以提高患者滿意度、降低成本影響、以及優化藥物治療結果、和信息傳遞“。
特殊藥品或生物製藥在治療市場中佔重要的部分，但仍有額外的工作需要進行，以達控制成本的目的。對於生物製藥，可從不同角度來下定義，生物化學家、醫生、付款者、微生物學家、和政府監管者之間在定義上有差別。付款人可根據價格來定義，而生物化學家可根據組成和結構來定義，而醫療衛生提供者可根據給藥方式以及藥品對身體的作用來定義。FDA對生物製藥的定義是“由糖、蛋白質、或核酸、或這些物質的複雜組合而成、或是諸如細胞和組織之類的生命實體。生物製藥是從從人類、動物、或微生物等多種自然資源中分離出來的物質，可透過生物技術和其他尖端技術來生產。”
由於生物製藥本身的複雜性，會有產生不良事件和過敏反應的風險，對其實施管理以維護患者的安全就非常重要。管理範圍包括患者教育、規則依從、到用藥方式。這些藥物通常需有規範嚴格的儲存條件、溫度監控、攪拌水平、和適當的藥物重組。由於發生錯誤和不良事件的風險很高，因此需要提供者對此做管理，尤其是在一些生物藥物注射或輸注的時候。這類生物製藥的編碼，在報銷時，通常與給藥的方式有關，給藥者是具有這類技能的專業藥劑師或醫事人員。隨著日益增加的生物製藥被設計為自我給藥的方式，藥劑師被指定來支持這些藥物的管理。他們透過電話提醒患者補充藥物，對患者提供教育，對患者發生的不良事件做監測，並與初級照護提供者辦公室合作，以監測藥物的使用結果。;
特殊藥品的特徵之一是其高昂的成本。因此，成本控制對所有涉及的人，都列為需要優先注意的事項。對於透過醫師給藥的部分，成本控制通常是經過批量採購以取得折扣、審慎設計處方集、在採用生物製藥之前，先嘗試使用逐步療法、保險公司則是透過管理方式，防止醫生膨脹報銷費用。 而對患者自我給藥的生物製藥成本的控制方式，是要求開立處方之前要取得授權，還有在保險福利的設計，譬如患者需要參與費用分攤。
在2016年通過的《21世紀藥品法案》，是用來解決特殊藥品快速批准的問題，這對於發展第二代生物製藥特別有利。有關該法案的辯論，則引發出關於生物製藥的功效及其高居不下成本的重要議題。有人呼籲保險公司僅需支付生產成本給藥廠，等這些生物製藥的好處可被長期驗證後另當別論，並指出保險公司不應為不可靠，或是只是效果有限的藥品負擔全部的成本。
要做到這一點，就需進行研究以評估價值，例如比較效益研究，並利用這些研究結果來定價。做比較效益研究時，會對使用生物製藥的各個方面作檢查-從各項結果，例如臨床益處、和潛在危害、到給藥效率、公共衛生益處、和患者治療後的生產率。這是管理高成本特殊藥品的新方向，但要達成，會有挑戰性。障礙之一是FDA對藥廠與公眾進行溝通有嚴格規定，例如把這種溝通限於提供給處方集管理委員會。此外，研究傾向使用觀察性設計，而非使用隨機對照試驗來構建，結果是在現實世界中的使用會受到限制。
患者對於特殊藥品的依從性所遭遇的困難，也把生物製藥的實際結果數據的可用性產生限制。到2016年，評估生物製藥療效的真實世界數據，公開發布的僅有透過ICER（臨床與經濟評論研究所）所做的多發性骨髓瘤（發現達成治療結果的價格過高）還有透過Curant Health所做的C型肝炎治療（對於同時感染HIV和C型肝炎病毒，治愈率高達90％）。這些研究顯示，基於價值的定價對於成本控制可能有用。目前有更多有關生物製藥的效益研究正在進行，屆時可提供更多數據。

## 法規
供人類使用的生物藥品受FDA轄下的的生物製藥評估與研究中心（CBER）規範，也同樣是FDA轄下的全球監管運作和政策辦公室根據
《公共衛生服務法》和《聯邦食品、藥品和化妝品法案》負責監管。 “ CBER透過確保生物製藥安全，有效，並提供給有需要的人使用，以保護和促進公眾健康。CBER還向公眾提供信息，以促進生物製藥的安全和妥善的使用。”

## 市場參與者
特殊藥品的市場參與者包括雇主、健康計劃、和藥物福利管理者等，目前尚不清楚這些參與者之中誰該對控制成本和監督護理負責。藥房通常是從批發商購買產品，然後出售給患者，並提供基本的藥物使用資訊和諮詢服務。美國罕見病組織的病人服務副總裁瑪麗亞·哈丁（Maria Hardin）說：“隨著藥物成本增加，財務管理變得越來越複雜。 ..範圍從聯邦醫療保險D部分到藥物分級福利、事先授權、和無福利，患者需要具有專業知識和影響力的藥房為他們處理。如果患者沒受到到治療，這類藥房就不能獲得報酬。” 
罕見疾病市場被認為是值得爭取，因為保險公司少有動機拒絕索賠（由於患者人數少），而且因為競爭少，使用者無法談出更好的價格。
根據2014年發表在《藥物經濟學》雜誌上的一篇文章，“SP把配藥與臨床疾病管理相結合。他們的服務被用於改善患者的治療結果，同時控制特殊藥品的成本。這些SP可能是獨立藥房、零售藥房連鎖、藥物批發商、藥物福利管理者、或醫療保險公司的附屬機構。在過去幾年中，醫療保險公司開始要求保險受益人，從數目正在減少的SP中取得特殊藥品以供自我用藥，並把這類藥品服務提供者（SPP）的選擇範圍予以縮減。”

### 健康計劃和藥物福利管理者
管理式醫療護理組織（MCO）與SP供應者簽訂合同。“管理式醫療護理組織使用多種策略來管理使用率和成本。例如，在接受查詢的109個MCO中，有58％採用多發性硬化症特殊藥品療法的事先授權做法。”管理式醫療護理藥學學院（AMCP）對於特殊藥品的定義是“任何需要提供予患者的困難的或特定的程序（包括準備、處理、儲藏、庫存、配送、辦理REMS、數據收集、或管理）的藥品，或是給藥之前或之後的患者管理（監測、疾病、或治療支援系統）藥品”。MCO把“高成本”（平均每月最低為1,200美元）當作是特殊藥品的決定因素。

### 獨立特殊藥品藥房
位於密蘇里州的聖路易斯市有間名為Centric Health Resources的特殊藥品藥房，銷售治療罕見病的藥品。Centric Health Resources是獨立特殊藥品的藥房之一

### 零售藥房連鎖
在2014年，美國排名在前10名的SP連鎖有：CVS Specialty（銷售額205億美元，母公司為CVS Health）、Accredo（銷售額150億美元，母公司為快捷藥方）、沃爾格林（銷售額 85億美元，母公司為沃爾格林聯合博姿）、OptumRx（銷售額24億美元，母公司為聯合健康保險）、Diplomat Pharmacy，銷售額21億美元，BriovaRx（銷售額20億美元，母公司為Catamaran，Catamaran在2015年併入聯合健康保險）、Prime Therapeutics（銷售額18億美元，母公司為Prime Therapeutics）、Advanced Care Scripts（銷售額12億美元，母公司為Omnicare）、RightsourceRx （銷售額12億美元，母公司為Humana）、Avella，銷售額8億美元。當年所有這類藥房的銷售額為780億美元。

### 醫院及醫師
美國在2010年頒布一項新的衛生法，產生意想不到的後果。根據這項法律，像基因泰克這樣的藥廠通知兒童醫院，將不再提供某些癌症藥物，例如貝伐珠單抗、曲妥珠單抗、利妥昔單抗、厄洛替尼、或是阿替普酶等孤兒藥的折扣。此舉讓醫院損失達到數百萬美元。
關於把特殊藥品作為保險的醫療福利，或是藥物福利，存有爭議。輸注或注射的藥物通常是包括在醫療福利之內，而口服藥物則包括在藥物福利之內。可自行注射的藥物可作為醫療福利，或是藥品福利。 “許多生物製藥，例如化學療法藥物，都在醫生辦公室進行給藥，同時要做廣泛的監測，這會進一步把成本增加。”雖然許多藥物可透過口服給藥，但化學療法通常是透過靜脈注輸給藥（例如像美法崙（商品名Alkeran）、白消安、卡培他濱（商品名Xeloda）的特殊藥品）。
到2011年，用於治療癌症的口服藥物約佔整體癌症藥物的35％。在口服藥物增加之前，化學療法的給藥是在社區癌症中心之內實施。當時，“大多數社區的腫瘤學診所對於受到藥物福利覆蓋的處方藥，對於開立處方，以及取得藥物的程序都不熟悉。”，並且“一般的零售藥房連鎖對於儲備口服腫瘤藥，建立販售這類藥物時提供諮詢的服務，尚未有周全的準備。” 

## 於美國市場佔有率
IMS Health在一份2014年的報告中說：“根據藥物照護管理協會，特殊藥品支出正擴增中，預計會從2005年的約550億美元，增加到2030年的1.7兆美元。這反映出，在2005年特殊藥品支出佔藥品總支出的24%，而到2030年，佔比將會增加到44%。” 

### 負擔能力和患者對護理計劃依從性
根據快捷藥方的子公司CuraScript在2007年進行有關SP成本的研究，如果付款人（例如保險公司）要求患者支付共付額以便達成成本控制，患者放棄基本但昂貴的特殊藥品的風險會增加。:6患者的健康結果因此受到損害。:69這批研究人員建議採用處方集和傳統藥物管理工具。他們還推薦運用特殊藥品使用管理計劃，以引導治療計劃和改善門診患者的依從性。:88

#### 價格上漲爭議
到2010年，亞力兄製藥製造的艾庫（商品名Soliris）被認為是世界上最昂貴的藥物。
在加利福尼亞州的藥廠Questcor Pharmaceuticals，Inc. 所開發出來的特殊藥品Acthar（促腎上腺皮質素）在2012年，一小瓶的價格為28,400美元。在2013年被認為是世界上最昂貴的藥物之一。
到2014年，吉利德科學公司用於治療C型肝炎的特殊藥品索非布韋，在美國的一個療程需要花費84,000至168,000美元，而在英國為期12週的療程費用為35,000英鎊。索非布韋是列在世界衛生組織基本衛生系統中的最重要藥物，而這般昂貴的價格也引起極大爭議。2014年，美國在C型肝炎藥物上的支出因此比2013年增加742.6％。
2015年9月，一家避險基金的馬丁·什克雷利受到多家衛生組織的批評，因為他獲得包括乙胺嘧啶（商品名Daraprim）在內，舊的，專利過期的救人性命藥物的製造許可，這項藥物用於治療罹患弓蟲症、瘧疾、某些癌症、和愛滋病，然後把在美國的銷售價格從每片13.50美元提高到750美元，增長程度達到5,455％。，什克雷利在接受彭博新聞社採訪時聲稱，縱然價格上漲，但患者的共付額更低，許多患者將免費獲得這種藥物，他把免費藥物計劃擴大實施，而且他公司的藥物中有一半的售價是一美元。